# Kore di Antenor
La Kore di Antenor è una statua attica arcaica in marmo insulare, alta 215 cm e conservata nel Museo dell'acropoli ad Atene (n. 681). La base che le è probabilmente associata reca incisi il nome del committente e dello scultore ateniese Antenor. Fa parte della serie di statue votive femminili che fu in uso dedicare sull'acropoli di Atene all'incirca tra il 570 e il 490 a.C.

## Storia
Gli artisti che vissero ad Atene sotto la tirannia dei Pisistratidi godettero di un periodo di grandi e frequenti commissioni pubbliche e private; verso il 530-520 a.C. un vasaio di nome Nearchos (difficilmente, per ragioni cronologiche, identificabile con il Nearchos del kantharos al Museo archeologico nazionale di Atene, Acr. 611) poté, se la statua e la base sono pertinenti, commissionare ad un artista ateniese di nome Antenor, la più grande tra le korai dedicate ad Atene sull'acropoli.
La kore fu rinvenuta nella cosiddetta "colmata persiana", un terrapieno in cui erano stati sepolti i resti dei monumenti del VI secolo a.C. distrutti dai Persiani nel 480 a.C. La parte superiore della statua, insieme alla base con dedica, è stata trovata nel febbraio del 1886 a nord-ovest dell'Eretteo; i piedi e il plinto erano stati scavati precedentemente al nuovo rinvenimento e sono stati riuniti alla parte superiore in seguito al rinvenimento delle parti di raccordo nel 1887.
Il rapporto della statua con la base è stato messo in dubbio subito dopo il rinvenimento e la connessione dei frammenti tra loro; alcuni studiosi, tra gli altri Humfry Payne, hanno continuato a non ritenere pertinenti le due parti. Le motivazioni principali sono le seguenti: ad un foro sul fondo della statua non corrisponde alcun altro foro sulla base, il plinto è troppo piccolo rispetto alla cavità della base e una volta inserito rimane rialzato rispetto al livello di questa.

## Descrizione
La statua è frammentata perché mancano il naso, il braccio destro inferiore, la punta delle dita della mano sinistra, frammenti degli arti inferiori, la parte anteriore dei piedi e l'occhio destro. La posa è quella comune per questo tipo di scultura; si erge su un piccolo plinto destinato all'inserimento nella cavità della base. Quest'ultima misura 60,5 cm x 30 cm; è alta 40 cm ed è decorata con linguette verdi e rosse alternate su tutti e quattro i lati.
Il costume è composto da un chitone ionico e un himation. Un braccialetto verde intagliato decora il braccio sinistro al quale sembra essere collegato il lembo del chitone. Due strisce rosse con un meandro verde decoravano il bordo inferiore dell'himation. I capelli sono lisci nella parte superiore del cranio, mentre sulla fronte sono acconciati in riccioli ordinati su tre linee. Sul diadema restano tracce di decorazione a meandri dipinta. I capelli che recano tracce di rosso scendono divisi in quattro ciocche su ogni spalla nella zona anteriore e cadono posteriormente in una massa semicircolare suddivisa in venti ciocche. Piccole tracce di cristallo di rocca o pasta vitrea viola restano all'interno degli occhi, il castone di metallo si è conservato nell'occhio sinistro.
Gli occhi e la bocca sono orizzontali. Le palpebre inferiori sono dritte, quelle superiori arcuate in stile attico come la forma del viso e delle orecchie. Il mento è solido e quadrato. Le spalle sono larghe e alte mentre la parte inferiore manca di profondità; tutte e due le braccia sono insolitamente staccate dal corpo e il braccio sinistro non è modellato a parte, come solitamente veniva fatto, ma unito al resto della statua.

## Stile
Il Dickins sottolinea la sostanziale struttura attica della statua, il Payne ne evidenzia l'isolamento stilistico all'interno della sequenza delle korai dell'acropoli. I modi ionici (anche nella foggia delle vesti) sembrano perfettamente compresi e assorbiti, l'insistenza nella resa della stoffa e del panneggio è segno dei tempi. La kore, come si è detto, è la più grande tra quelle rinvenute sull'acropoli, ma non si tratta, come nota il Payne, dell'ingrandimento di una comune kore: la monumentalità che caratterizza quest'opera è dovuta ad una interpretazione dell'artista. Lo scultore insiste sugli elementi verticali del disegno, posti a scansione regolare come le scanalature di una colonna; allo stesso tempo la verticalità è ridimensionata dalla linea dell'himation che diviene quasi orizzontale così come le increspature del chitone sulla spalla sinistra. Questo modo di concepire la figura la avvicina al senso di presenza e stabilità che caratterizza le dee ioniche del tempo di Cheramyes, ma non per un atteggiamento superficialmente ionizzante, piuttosto per una rinnovata attenzione verso elementi antichi e semplici che avvicinano quest'opera allo spirito dello stile severo, come espressione di pacata moralità e dignità e che la rendono allo stesso tempo un riflesso della possibile cifra stilistica che potrebbe essere appartenuta al perduto primo monumento ai tirannicidi.